# Nihilismo moral
El nihilismo moral, también conocido como nihilismo ético, es una corriente filosófica que sostiene que no existen verdades morales absolutas. Esta postura metaética afirma que las proposiciones morales no son verdaderas ni falsas, y que, por lo tanto, no hay acciones que puedan ser categorizadas como moralmente correctas o incorrectas.
El nihilismo moral es distinto del relativismo moral, que permite acciones erróneas en relación con una cultura o individuo en particular. También es distinto del expresivismo, según el cual, cuando hacemos afirmaciones morales, «No estamos haciendo un esfuerzo por describir cómo es el mundo [...] estamos desahogando nuestras emociones, ordenando a los demás que actúen de cierta manera o revelando un plan de acción» (Shafer-Landau 2010, pp. 292–293). 
El nihilismo no implica que debamos dejar de usar lenguaje moral o ético; algunos nihilistas sostienen que sigue siendo una herramienta útil.[cita requerida]

## Formas de nihilismo
Los nihilistas morales están de acuerdo en que todas las afirmaciones como "el asesinato es moralmente incorrecto" no son ciertas. Pero diferentes puntos de vista nihilistas difieren de dos maneras. 
Algunos pueden decir que tales afirmaciones no son verdaderas ni falsas; otros dicen que todas son falsas. 
Los nihilistas difieren en el alcance de sus teorías. Los teóricos del error suelen afirmar que solo las afirmaciones distintivamente morales son falsas; los nihilistas prácticos afirman que no hay razones para actuar de ningún tipo; Algunos nihilistas extienden esta afirmación para incluir razones para creer. 

### Lenguaje ético
J. L. Mackie argumenta que las afirmaciones morales normativas solo son ciertas si hay propiedades morales, pero como no las hay, todas esas afirmaciones son falsas.
Otras versiones de la teoría afirman que las afirmaciones morales no son verdaderas porque no son verdaderas ni falsas. Esta forma de nihilismo moral afirma que las creencias y afirmaciones morales presuponen la existencia de hechos morales que no existen. Considere, por ejemplo, la afirmación de que el actual rey de Francia es calvo. Algunos argumentan que esta afirmación no es verdadera ni falsa porque presupone que actualmente hay un rey de Francia, pero no lo hay. El reclamo sufre de "falla de presuposición". Richard Joyce (2001) defiende esta forma de nihilismo moral bajo el nombre de "ficcionalismo". 

### La cuestión de alcance
La teoría del error se basa en tres principios: 
1. No hay rasgos morales en este mundo; nada está bien o mal.
2. Por lo tanto, ningún juicio moral es verdadero; sin embargo,
3. Nuestros juicios morales sinceros intentan, pero siempre fallan, describir las características morales de las cosas.

Por lo tanto, siempre nos equivocamos al pensar en términos morales. Estamos tratando de decir la verdad cuando hacemos juicios morales. Pero como no hay una verdad moral, todas nuestras afirmaciones morales están equivocadas. De ahí el error. Estos tres principios llevan a la conclusión de que no hay conocimiento moral. El conocimiento requiere verdad. Si no hay verdad moral, no puede haber conocimiento moral. Por lo tanto, los valores morales son puramente quiméricos (Shafer-Landau 2010, pp 292–293). 

## Argumentos a favor del nihilismo

### Argumento de la rareza
El argumento más destacado para el nihilismo es el argumento de la rareza. 

J. L. Mackie argumenta que no hay valores éticos objetivos, argumentando que serían propiedades ontológicamente extrañas: 
 Si hubiera valores objetivos, serían entidades, cualidades o relaciones de un tipo muy extraño, completamente diferentes de cualquier otra cosa en el universo (Mackie 1977, p. 38). 
 Para todos aquellos que también encuentran que tales entidades son raras ( prima facie inverosímiles), hay razones para dudar de la existencia de valores objetivos. Dicho de otra forma, no es necesario postular la existencia de una propiedad ontológicamente objetiva llamada "bien" para explicar nuestros juicios éticos acerca de lo que nosotros valoramos como "bueno".
En su libro Morality without Foundations: A Defense of Ethical Contextualism (1999), Mark Timmons ofrece una reconstrucción de los puntos de vista de Mackie en la forma de los dos argumentos relacionados. Estos se basan en el rechazo de propiedades, hechos y relaciones que no encajan dentro de la cosmovisión del naturalismo filosófico, la idea "de que todo —incluidos eventos, hechos, propiedades, etc.— es parte del mundo físico natural que la ciencia investiga "(1999, p. 12). Timmons agrega: "La atracción innegable de este punto de vista en la filosofía contemporánea, sin duda, proviene del surgimiento de la ciencia moderna y la creencia de que la ciencia es nuestra mejor vía para descubrir la naturaleza de la realidad" (Timmons 1999, pp. 12-13). 
Hay varias formas en que las propiedades morales "objetivas", como el bien o la belleza, son supuestamente raras: 
- Nuestro discurso moral ordinario pretende referirse a propiedades y hechos intrínsecamente prescriptivos "que de alguna manera nos motivarían o nos proporcionarían razones para actuar independientemente de nuestros deseos y aversiones", pero tales propiedades y hechos no concuerdan con el naturalismo filosófico (Timmons 1999, p 50).
- Dado que las propiedades morales objetivas supuestamente prevalecen sobre las propiedades naturales (como las propiedades biológicas o psicológicas), la relación entre las propiedades morales y las propiedades naturales es metafísicamente misteriosa y no concuerda con el naturalismo filosófico (p. 51).
- Un realista metaético que respalde la existencia de propiedades, hechos y relaciones metafísicamente raras también debe plantear alguna facultad especial por la cual tengamos conocimiento de ellas (Timmons 1999, p. 51).

#### Respuestas y críticas
Christine Korsgaard (1996) responde a Mackie diciendo: 
Otras críticas a la discusión incluyen señalando que para el mismo hecho de que dichas entidades tendrían que ser algo fundamentalmente diferente de lo que normalmente experimentamos -y por lo tanto asumiblemente fuera de nuestra esfera de la experiencia- no podemos prima facie tener razones para cualquier duda o afirmar su existencia; por lo tanto, si uno tuviera motivos independientes para suponer que tales cosas existen (como, por ejemplo, una reducción ad absurdum de lo contrario), entonces el argumento de la extrañeza no puede dar una razón particular para pensar lo contrario. Akeel Bilgrami (2006) ha presentado un argumento en este sentido.

### Argumento de la relatividad
El argumento de la relatividad o del desacuerdo fue también presentado por Mackie. En él, Mackie comienza con una observación empírica: "que hay una enorme cantidad de variación en los puntos de vista morales, y que los desacuerdos morales a menudo se caracterizan por un grado inusual de intratabilidad". Mackie sostiene que la mejor explicación de estos fenómenos es que los juicios morales "reflejan la adhesión y participación en diferentes formas de vida" (1977: p. 36). 

### Argumento de la impotencia explicativa
Gilbert Harman argumentó que no necesitamos postular la existencia de valores objetivos para explicar nuestras "observaciones morales" (Harman 1977, capítulo 1).